# Never Be the Same Again
"Never Be the Same Again" é uma canção da cantora e compositora britânica Melanie C, com a participação da rapper norte-americana Lisa "Left Eye" Lopes. Foi lançado em 20 de março de 2000 como o terceiro single de seu primeiro álbum solo, Northern Star (1999). A canção foi co-escrita por Melanie C, produtor Rhett Lawrence, Paul F. Cruz e Lopes.
"Never Be the Same Again" entrou no topo do UK Singles Chart, batendo "The Time Is Now", de Moloko, e "Bag It Up", da também ex-integrante das Spice Girls, Geri Halliwell, até o número quatro. "Never Be the Same Again" foi o primeiro single solo de Melanie C a alcançar o número um. Ela vendeu 144.000 cópias em sua primeira semana e foi a décima oitava melhor venda britânica de 2000. A canção foi bem-sucedida em outros mercados, liderou as paradas em sete países e vendeu mais de 2,5 milhões de cópias em todo o mundo e recebeu elogios positivos. Em março de 2016, a música vendeu mais de 431.400 cópias. O videoclipe foi dirigido por Francis Lawrence. Ele mostra Melanie C acordando em um lar futurista e praticando tai chi com Lopes.

## Composição
De acordo com a partitura publicada por Musicnotes.com pela Hal Leonard Corporation , "Never Be the Same Again" é composto na chave de Si bemol maior e está escrito na fórmula de compasso de tempo comum. É ajustado em um tempo moderado de 80 batimentos por minuto, com a voz de Chisholm que mede de G3 a E5. A música tem uma progressão de acordes básica de Gm7–E9–B7–Dm.

## Vídeo musical
O videoclipe foi filmado em janeiro de 2000 em Malibu, Califórnia, e mostra Melanie com cabelo loiro curto como na capa do CD usando roupas brancas. Começa com um CD player (que diz "Bom dia" em islandês, sugerindo que o vídeo é baseado na Islândia) e sistema de som iniciando em uma sala de metal e vidro em um prédio alto com pontes de vidro com fumaça saindo de baixo com um fundo de campo. Ela também é vista correndo em uma esteira com um primeiro plano em mutação, deitada em águas rasas e em uma cama no escuro com um laser cor de laranja descendo por ela. Lopes entra no vídeo para fazer seu rap e ambas são vistas fazendo tai-chi. Mais tarde, Melanie está flutuando em uma sala de teto alto e o vídeo termina com ela olhando para a visão externa. O vídeo inclui fotos da famosa Lagoa Azul da Islândia. Toda a ideia do vídeo veio da própria Melanie, ela queria fazer um vídeo calmo mostrando-a cuidando de sua saúde.

## Faixas
UK Singles - CD1
1. "Never Be the Same Again" (Single Edit)
2. "I Wonder What It Would Be Like"
3. "Never Be the Same Again" (Lisa Lopes Remix)
4. "Never Be the Same Again" (Vídeo)

UK Singles - CD2
1. "Never Be the Same Again"
2. "Closer" (Live)
3. "Goin' Down" (Live)

US Promo CD-R3
1. "Never Be the Same Again" (Kung Pow Club Mix)
2. "Never Be the Same Again" (Kung Pow Radio Edit)
3. "Never Be the Same Again" (Plasmic Honey Club Mix)
4. "Never Be the Same Again" (Single Edit)

UK Promo CD
1. "Never Be the Same Again" (Single Edit)
2. "Never Be the Same Again" (Album Version)

UK Cassette
1. "Never Be the Same Again" (Single Edit)
2. "I Wonder What It Would Be Like"
3. "Never Be the Same Again" (Lisa Lopes Remix)